# 东上地祗庙
东上地祗庙，位于山西省晋城市城区北石店镇东上村。
2021年8月4日，东上地祗庙公布为第六批山西省文物保护单位，古建筑类，年代为清，编号6-189。